# Seznam údolí na Měsíci

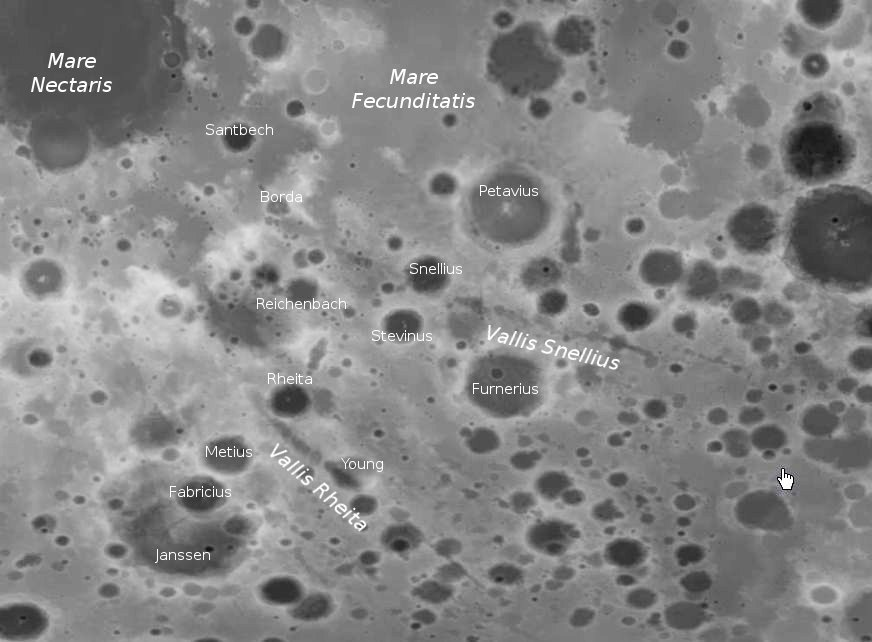
Poloha Vallis Rheita a Vallis Snellius

Toto je seznam údolí na Měsíci.
| Název              | Šířka   | Délka    | Rozměr | Původ názvu                       |
| ------------------ | ------- | -------- | ------ | --------------------------------- |
| Vallis Alpes       | 48,5° S | 3,2° V   | 166 km | latinsky "Alpské údolí"           |
| Vallis Baade       | 45,9° J | 76,2° Z  | 203 km | nazváno podle kráteru Baade       |
| Vallis Bohr        | 12,4° S | 86,6° Z  | 80 km  | nazváno podle kráteru Bohr        |
| Vallis Bouvard     | 38,3° J | 83,1° Z  | 284 km | Alexis Bouvard                    |
| Vallis Capella     | 7,6° J  | 34,9° V  | 49 km  | nazváno podle kráteru Capella     |
| Vallis Inghirami   | 43,8° J | 72,2° Z  | 148 km | nazváno podle kráteru Inghirami   |
| Vallis Palitzsch   | 26,4° J | 64,3° V  | 132 km | nazváno podle kráteru Palitzsch   |
| Vallis Planck      | 58,4° J | 126,1° V | 451 km | nazváno podle kráteru Planck      |
| Vallis Rheita      | 42,5° J | 51,5° V  | 445 km | nazváno podle kráteru Rheita      |
| Vallis Schrödinger | 67,0° J | 105,0° V | 310 km | nazváno podle kráteru Schrödinger |
| Vallis Schröteri   | 26,2° S | 50,8° Z  | 168 km | nazváno podle kráteru Schröter    |
| Vallis Snellius    | 31,1° J | 56,0° V  | 592 km | nazváno podle kráteru Snellius    |